# Rio Ajarani
Rio Ajarani är ett vattendrag i Brasilien.   Det ligger i delstaten Roraima, i den nordvästra delen av landet, 2 400 km nordväst om huvudstaden Brasília.
I omgivningarna runt Rio Ajarani växer i huvudsak städsegrön lövskog. Trakten runt Rio Ajarani är nära nog obefolkad, med mindre än två invånare per kvadratkilometer.